# Georg Schmidbauer
Georg Schmidbauer (* 12. Mai 1814 in Sulzbach; † 21. Januar 1875 in Schwarzenfeld) war ein bayerischer katholischer Geistlicher und Abgeordneter.

## Werdegang
Schmidbauer war als Pfarrer in Schwarzenfeld seelsorgerisch tätig. Als Kandidat der Bayerischen Patriotenpartei zog er bei den Landtagswahlen am 20. Mai 1869 und am 25. November 1869 in die Kammer der Abgeordneten des Bayerischen Landtags nach, dem er bis zu seinem angehörte. Dort zählte er zu dem katholisch-konservativen Flügel um den Abgeordneten Josef Edmund Jörg. 